# 林葱土司
林葱土司（藏語：གླིང་ཚང，威利转写：gling tshang），又译灵藏土司，是元朝、明朝、清朝时期康区一带的一个世袭土司。其统治中心在今日四川甘孜藏族自治州的石渠、德格二县境内的俄文、阿须、温拖一带（1978年之前属邓柯县）。林葱的统治者头衔为林葱甲布（藏語：གླིང་ཚང་རྒྱལ་པོ་，威利转写：gling tshang rgyal po）。
林葱土司家族自称是格萨尔王的后代，大约在11世纪左右兴起，控制今日德格、石渠、白玉三个县，建立岭国，向宋朝进贡。其最强盛时期占有四川甘孜州西北部、西藏昌都地区以及青海的玉树。元朝时期，林葱家族已控制整个康区，在汉文史料中以“朵甘思”之名出现，被元朝册封为朵甘思田地里管军民都元帅。1371年（洪武四年）归附明朝，以其辖境置朵甘行都指挥使司。
自15世纪中叶起，德格土司势力崛起，不断对外扩张。与此同时林葱土司走向衰落，丧失了霸权地位，其辖境也被逐渐蚕食。1728年（雍正六年）归附清朝，以其地置林葱安抚司，册封其土司为安抚使。18世纪中叶，林葱土司试图收复昔日被德格土司侵占的领地，被德格土司洛珠降错大败，降为附庸。
1910年（宣统二年），赵尔丰在康区进行改土归流，巴塘、理塘、德格、明正等颇具实力的土司都被废除。林葱土司登珍曲吉为求自保，被迫主动提出改流。林葱土司、高日土司和春科土司的领地被改流，并入登科府，原土司降为世袭把总。
1918年，西藏与川军发生第一次康藏边界纠纷，十三世达赖喇嘛派兵攻取了德格、邓柯一带，林葱土司与其他土司一起恢复了统治地位。1932年邓柯县被川军攻陷，但土司之位仍被保留。1959年，中国共产党在邓柯县实行民主改革，末代土司益西罗卜被废黜。
20世纪初期统治林葱的旺钦丹增是一位宁玛派伏藏师。索甲仁波切是旺钦丹增的后代。